# Lista de governadores da Carolina do Norte
Lista dos Governadores da Carolina do Norte:
| Nome                       | Início do Mandato | Fim do Mandato | Partido               |
| -------------------------- | ----------------- | -------------- | --------------------- |
| Richard Caswell            | 1776              | 1780           |                       |
| Abner Nash                 | 1780              | 1781           |                       |
| Thomas Burke               | 1781              | 1782           |                       |
| Alexander Martin           | 1782              | 1784           |                       |
| Richard Caswell            | 1784              | 1787           |                       |
| Samuel Johnston            | 1787              | 1789           | Federalista           |
| Alexander Martin           | 1789              | 1792           | Anti-Federalista      |
| Richard Dobbs Spaight      | 1792              | 1795           | Federalista           |
| Samuel Ashe                | 1795              | 1798           | Anti-Federalista      |
| William Richardson Davie   | 1798              | 1799           | Federalista           |
| Benjamin Williams          | 1799              | 1802           | Federalista           |
| John Baptista Ashe         | 1802              | 1802           | Anti-Federalista      |
| James Turner               | 1802              | 1805           | Democrata-Republicano |
| Nathaniel Alexander        | 1805              | 1807           | Democrata-Republicano |
| Benjamin Williams          | 1807              | 1808           | Federalista           |
| David Stone                | 1808              | 1810           | Democrata-Republicano |
| Benjamin Smith             | 1810              | 1811           | Democrata-Republicano |
| William Hawkins            | 1811              | 1814           | Democrata-Republicano |
| William Miller             | 1814              | 1817           | Democrata-Republicano |
| John Branch                | 1817              | 1820           | Democrata-Republicano |
| Jesse Franklin             | 1820              | 1821           | Democrata-Republicano |
| Gabriel Holmes             | 1821              | 1824           | Democrata-Republicano |
| Hutchins Gordon Burton     | 1824              | 1827           |                       |
| James Iredell, Jr.         | 1827              | 1828           | Democrata-Republicano |
| John Owen                  | 1828              | 1830           | Democrata             |
| Montfort Stokes            | 1830              | 1832           | Democrata             |
| David Lowry Swain          | 1832              | 1835           | Nacional Republicano  |
| Richard Dobbs Spaight, Jr. | 1835              | 1836           | Democrata             |
| Edward Bishop Dudley       | 1836              | 1841           | Whig                  |
| John Motley Morehead       | 1841              | 1845           | Whig                  |
| William Alexander Graham   | 1845              | 1849           | Whig                  |
| Charles Manly              | 1849              | 1851           | Whig                  |
| David Settle Reid          | 1851              | 1854           | Democrata             |
| Warren Winslow             | 1854              | 1855           | Democrata             |
| Thomas Bragg               | 1855              | 1859           | Democrata             |
| John Willis Ellis          | 1859              | 1861           | Democrata             |
| Henry Toole Clark          | 1861              | 1862           | Democrata             |
| Zebulon Baird Vance        | 1862              | 1865           | Conservador           |
| William Woods Holden       | 1865              | 1865           | União Nacional        |
| Jonathan Worth             | 1865              | 1868           | Conservador           |
| William Woods Holden       | 1868              | 1871           | Republicano           |
| Tod Robinson Caldwell      | 1871              | 1874           | Republicano           |
| Curtis Hooks Brogden       | 1874              | 1877           | Republicano           |
| Zebulon Baird Vance        | 1877              | 1879           | Democrata             |
| Thomas Jordan Jarvis       | 1879              | 1885           | Democrata             |
| Alfred Moore Scales        | 1885              | 1889           | Democrata             |
| Daniel Gould Fowle         | 1889              | 1891           | Democrata             |
| Thomas Michael Holt        | 1891              | 1893           | Democrata             |
| Elias Carr                 | 1893              | 1897           | Democrata             |
| Daniel Lindsay Russell     | 1897              | 1901           | Republicano           |
| Charles Brantley Aycock    | 1901              | 1905           | Democrata             |
| Robert Broadnax Glenn      | 1905              | 1909           | Democrata             |
| William Walton Kitchin     | 1909              | 1913           | Democrata             |
| Locke Craig                | 1913              | 1917           | Democrata             |
| Thomas Walter Bickett      | 1917              | 1921           | Democrata             |
| Cameron Morrison           | 1921              | 1925           | Democrata             |
| Angus Wilton McLean        | 1925              | 1929           | Democrata             |
| Oliver Max Gardner         | 1929              | 1933           | Democrata             |
| John C.B. Ehringhaus       | 1933              | 1937           | Democrata             |
| Clyde R. Hoey              | 1937              | 1941           | Democrata             |
| J. Melville Broughton      | 1941              | 1945           | Democrata             |
| R. Gregg Cherry            | 1945              | 1949           | Democrata             |
| W. Kerr Scott              | 1949              | 1953           | Democrata             |
| William B. Umstead         | 1953              | 1954           | Democrata             |
| Luther H. Hodges           | 1954              | 1961           | Democrata             |
| Terry Sanford              | 1961              | 1965           | Democrata             |
| Dan K. Moore               | 1965              | 1969           | Democrata             |
| Robert W. Scott            | 1969              | 1973           | Democrata             |
| James E. Holshouser, Jr.   | 1973              | 1977           | Republicano           |
| James B. Hunt, Jr.         | 1977              | 1985           | Democrata             |
| James G. Martin            | 1985              | 1993           | Republicano           |
| James B. Hunt, Jr.         | 1993              | 2001           | Democrata             |
| Mike Easley                | 2001              | 2009           | Democrata             |
| Beverly Perdue             | 2009              | 2013           | Democrata             |
| Pat McCrory                | 2013              | 2017           | Republicano           |
| Roy Cooper                 | 2017              | 2025           | Democrata             |
| Josh Stein                 | 2025              | presente       | Democrata             |